# 情報ワイド きい☆ハンター
情報ワイド きい☆ハンター（じょうほうわいど・きいハンター）は、和歌山放送で2012年4月2日から2016年3月25日まで放送されていた、午前中の生ワイド番組。

## 概要
タイトルは、かつてTBSテレビで放送されたアクションドラマ『キイハンター』と、和歌山県の別称「紀の国」「紀伊半島」から絡ませてつけたものである。
リスナーが「情報のハンター」となってもらい、地域の天気・ニュース・祭事・季節の話題を届ける。また和歌山県に縁のある人物にも日替わりでゲストとして迎える。体裁としては2011年度まで放送された『ひるドキッ♪紀州路・午後はなるほどっ』の流れを午前中に移行したものである。
金曜日の放送は、板倉徹（和歌山県立医科大学元学長）がレギュラーゲストに就任した2014年4月4日より、『板さんの脳にきくラジオ』のサブタイトルが付けられていた。このタイトルは、かつて『つれもてナイト』水曜日枠のサブタイトルとして使用されていたものである。板倉は、2016年2月25日に逝去し、その後は板倉の冠を外した上で、『金曜日は脳にきくラジオ』として最終回まで放送を続けていた。
番組のオープニングでは、『キイハンター』に倣い、川西清平による以下のナレーションが流れる。
番組テーマ曲は、『キイハンター』主題歌でもある『非情のライセンス』。
2016年3月17日の放送で、同年3月25日をもって放送を終了する事が発表された。後番組は『ボックス』で、放送時間・コーナーの多くを引き継ぐ。

## 放送日時
いずれも月曜日から金曜日の生放送。
- 2012年4月2日 - 2013年3月29日 9:00 - 10:40
- 2013年4月1日 - 2013年9月27日 8:30 - 10:40

『グッデイ!』の放送枠を一部吸収し、時間拡大。
- 2013年9月30日 - 2015年3月27日 8:30 - 10:50

『氷川きよし節』（文化放送制作）放送枠移動に伴う、時間変更。
- 2015年3月30日 - 2015年12月31日 8:30 - 10:49

『渡辺徹 家族の時間』（文化放送制作）放送開始に伴う、時間変更。
- 2016年1月4日 - 2016年3月25日 8:30 - 10:44

同日より、『wbsインフォメーション』（11:00 - 11:10）枠も、当番組の出演者が担当しており、実質2部構成となっている。
夏の高校野球和歌山大会期間中は、実況中継放送の為、休止または短縮放送となる（雨天中止時・休養日は通常放送）。この期間は放送がある時でも、出演者や番組内容が通常時と異なる場合がある。
また、12月25日、及び1月1日から3日は休止する。

## 出演者
2016年3月25日の放送終了時点のデータ。

### パーソナリティー
月 - 木曜日
- 小林睦郎（元和歌山放送アナウンサー、現在も和歌山のローカルタレントとして出演）

2014年3月26日までは、月 - 水曜日の出演。
- 覚道沙恵子（和歌山放送アナウンサー、2015年9月28日 - ）

金曜日
- 赤井ゆかり（和歌山放送アナウンサー）

### レギュラーゲスト
番組のほぼ全編にわたり出演し、公式サイトの番組表などではパーソナリティーと同様の扱いをしている場合がある。
水曜日
- 駒井則彦（和歌山県立医科大学元学長）

### コーナーレギュラー
ニュースデスク
9時台の和歌山放送ニュースを担当。祝日は休演。
- 中村作栄

お天気ダイヤル
- 引本孝之（気象予報士、新宮支局所属）

川柳教室（第2・4月曜日）
- 三宅保州（川柳作家）

mornin’ぼうず（火曜日）
- 田中太山（書画家）

まんま、わかやま！（木曜日）
- 小田直子（料理研究家）

コープでつながる（金曜日）
- 三浦ちあき（和歌山放送契約アナウンサー、2014年10月3日 - ）
- 藤澤祥子（和歌山信愛女子短期大学名誉教授、月1回出演）

早苗の耳よりラジオ
- 鶴岡早苗（和歌山放送専属パーソナリティー）

桂文福のあの店・この店（紀北向け）
- 桂文福（落語家）

桂三歩のこの店えぇでぇ（紀南向け）
- 桂三歩（落語家）

（鶴岡、文福、三歩は基本的には録音出演）

### 過去の出演者
- 中川智美（和歌山放送アナウンサー、木曜日パーソナリティー、番組開始 - 2014年3月27日）

降板後も、中継リポーターや高校野球期間中の代理パーソナリティーとして、度々出演している。
- 国丘彩乃（当時和歌山放送アナウンサー、月 - 木曜日パーソナリティー、2014年3月31日 - 2015年9月24日）
- 板倉徹（和歌山県立医科大学元学長、金曜日レギュラーゲスト、2014年4月4日 - 2016年2月12日）

2016年2月25日に、胃がんの為逝去。翌26日の放送では、追悼特集を放送した。板倉の逝去後は、週替わりのゲストを迎えて放送している。

## タイムテーブル
2016年1月現在の内容。放送時間はおおよその目安。
| 時刻                                                                        | コーナー名                               | 内容 |
| --------------------------------------------------------------------------- | ---------------------------------------- | --- |
| 8:30                                                                        | オープニング                             | 前述のオープニングナレーションに続き、テーマ曲に乗せて、女性2人によるタイトルコール、オープニングトークと続く。 オープニングトークが一段落したところで、週間メッセージテーマの募集と当日の放送内容を紹介する。ここでは、radikoについてのPRを必ず行っている。 |
| 8:35                                                                        | 交通情報                                 | 日本道路交通情報センター・和歌山センターとつなぎ、道路状況を伝える。 |
| 8:37                                                                        | 和歌山けいりん・レースインフォメーション | 和歌山競輪場の開催案内、及び場外発売の案内。発売予定がない日はコーナーを休止する。 番組表上のコーナー名は『レースガイド』。 |
| 8:38                                                                        | メッセージ紹介                           | |
| 8:40                                                                        | 武田鉄矢・今朝の三枚おろし               | 文化放送制作のフロート番組。 |
| 8:50                                                                        | インフォマーシャル                       | |
| 8:53                                                                        | メッセージ紹介                           | 水曜日レギュラーの駒井は、原則としてここから出演。 |
| 9:00                                                                        | 和歌山放送ニュース                       | 中村が担当。和歌山県内のニュースを中心に、放送日にまつわる歳時記などを交えながら伝える。 |
| 9:07                                                                        | 天気予報                                 | 2016年1月現在は、産直市場よってって提供による『よっちゃんみっちゃんだいちゃん天気予報』のタイトルで放送。 よってってのCMソングをバックに、覚道（月・火・木）・小林（水曜日）・赤井（金曜日）が予報を読み上げる。 |
| 9:10                                                                        | 交通情報                                 | スタジオから和歌山県警交通管制センターより提供された情報を伝える。 |
| 9:12                                                                        | 快適生活ラジオショッピング               | 小林（月 - 木）・赤井（金曜日）とライフサポートの担当者とのやり取りで、商品を紹介する。 |
| 9:20                                                                        | わかやま情報パラダイス                   | 主にゲストを招いてのトークコーナーや、リスナーからのメッセージ紹介・リクエスト曲を流す。随時インフォマーシャルも放送される。 また、定期的に放送されるコーナーに以下のものがある。 - カルチャーはたのしー！（第5週を除く月曜日） 和歌山放送カルチャーセンターの講師陣が出演し、同センターで行っている各種教室について紹介する。 第2・4週目は、三宅が出演しての『川柳教室』を放送。毎回出されるお題に対して寄せられた作品の中から、優秀作を紹介。小林・覚道も自作の句を披露する。 - 睦郎セレクション（月曜日、10時台にかけて放送） 特定のテーマ、または歌手にちなんだ、主にオールディーズのナンバーを複数曲流す。 - 近畿大学生物理工学部ラジオ講座（第1火曜日、10時台にかけて放送） 紀の川市にキャンパスがある同学部の教授などをゲストに招き、科学にまつわる様々な話題を聞く。また、ゲストのリクエスト曲も2曲程度流す。 - アタマとカラダのはなし（水曜日） 駒井が1週間のニュースから気になった出来事を選んで、それについての感想・意見を述べる。 - 料理研究家・小田直子のまんま、わかやま！（木曜日） コーナースポンサーの築野食品工業の製品を使った料理を、小田が紹介する。 通常は、小田がスタジオに生出演して放送されるが、まれに小田の自宅（クッキングスタジオ兼）などで収録したものを放送することもある。 - 脳のふしぎフシギ（金曜日） 脳神経外科が専門の板倉が、頭や脳の病気について解説する。 - 癒しと蘇りの聖地 熊野本宮から（最終金曜日） 熊野本宮大社の宮司と電話をつなぎ、祭事などの情報を伝える。 なお、『わかやま情報パラダイス』のタイトルは、番組ブログなどで使用される便宜上のものであり、放送上はアナウンスされない。 また、9:30 - 9:35の枠は、別途スポンサーが付く都合上、番組表では『話の広場』のタイトルがついているが、こちらも放送上アナウンスはされない。 |
| 10:00                                                                       | 和歌山放送ニュース                       | 覚道（月・火・木）・小林（水曜日）・赤井（金曜日）が担当。 |
| 10:04                                                                       | 引本孝之のお天気ダイヤル                 | 新宮支局より引本が出演し、最新の天気について解説する。 引本が不在の場合は、9時台同様、覚道（月・火・木）・小林（水曜日）・赤井（金曜日）が予報を読み上げる。 |
| 10:07                                                                       | 交通情報                                 | 9時台と同様。 |
| 10:10                                                                       | 快適生活ラジオショッピング               | 9時台とは、ライフサポートの担当者・紹介する商品が異なる。 |
| 10:18                                                                       | わかやま情報パラダイス                   | 基本的構成は9時台と同様。また、定期的に放送されるコーナーに以下のものがある。 - mornin’ぼうず（火曜日、9時台に放送の場合あり） 太地町出身で、ニューヨーク在住の書画家である田中が、リスナーからのリクエストを基に、漢字一文字にまつわる詩を披露する。 通常時は、田中が番組に寄せた音声メッセージを放送し、その後にスタジオで詩を紹介する。 - 健康相談（水曜日） リスナーから寄せられた、健康・病気に関する質問に、駒井が回答する。相談受付は、メール・FAX・郵便のほか、放送日の9:00 - 9:50の間、電話でも受け付ける。 なお、覚道はこの相談受付のフォローを行う為、水曜日の9時台から10時台冒頭にかけては、一部を除いて出演しない。 - コープでつながる（金曜日） わかやま市民生活協同組合の岩出中央店から、三浦が中継出演。旬の食材の話題や特売情報を伝える。 また、月1回は藤澤が出演し、紹介した食材を使った料理を紹介する。 - アルテリーヴォ和歌山情報（金曜日） 関西サッカーリーグで活動し、Jリーグ入りを目指している、『アルテリーヴォ和歌山』の最新情報を伝える。 |
| 10:41                                                                       | エンディング                             | 翌日の放送内容などを紹介。 |
| 10:43                                                                       | 放送終了                                 | 1分間のステーションブレイクを挟んで、次番組へと続く。 |
| 以降は別番組扱いだが、当番組の出演者が一部出演する為、便宜上11:10まで記載。 |                                          | |
| 10:44                                                                       | 早苗の耳よりラジオ                       | 鶴岡早苗（和歌山放送専属パーソナリティー）による生活に関するミニコラム。 2016年1月4日よりこの時間で放送。それまでは、長らく11:25 - 11:30の枠で放送されていた。 |
| 10:49                                                                       | 聖教新聞Presents 渡辺徹 家族の時間       | 文化放送制作の番組。2015年3月30日開始。 |
| 10:54                                                                       | 地域別放送                               | - 紀北エリア（和歌山・橋本・高野山局）・radiko…『桂文福のあの店この店』 - 紀南エリア（田辺白浜・御坊・日置川すさみ・新宮・串本局）…『桂三歩のこの店ええでぇ』 いずれも、エリア内の飲食店を紹介するインフォマーシャル。 |
| 11:00                                                                       | wbsインフォメーション                    | この時間枠は、当番組のパーソナリティーが担当。 通常はインフォマーシャル枠だが、インフォマーシャルがない場合や時間が余った場合は、ニュースや話題、天気予報を放送したり、音楽を1曲流す事がある。 まれではあるが、番組本編で消化できなかったコーナーを、この枠で放送する事もある。 |
| 11:08                                                                       | 交通情報                                 | 9・10時台と同様。 |